# Campo del Cielo
Koordinaten: 27° 28′ 0″ S, 60° 35′ 0″ W
Campo del Cielo (spanisch Feld des Himmels) ist der Name eines Feldes von Einschlagkratern in Argentinien sowie der dort gefundenen Fragmente eines Eisenmeteoriten.

## Geschichte

Die Lage der Streuellipse von Campo del Cielo auf der Grenze zwischen den Provinzen Chaco (im Westen) und Santiago del Estero (im Osten).

Teile des Campo-del-Cielo-Meteoriten wurden erstmals 1576 entdeckt. Der damalige spanische Gouverneur Hernán Mexía de Miraval hörte von Überlieferungen einheimischer Indianer, wonach Eisen vom Himmel gefallen sei. Er sandte daraufhin eine Expedition aus, die mehrere Bruchstücke mitbrachte. Der Fundort, eine wasserarme Ebene, trug den Namen „Piguem Nónaxá“, von den Konquistadores als Campo del Cielo (Feld des Himmels) übersetzt. Rund 200 Jahre später entsandten die Spanier eine weitere Expedition, da vermutet wurde, dass einige Bruchstücke Silber enthielten. Den Berichten der Indianer schenkte man allerdings keinen Glauben, da man davon ausging, dass die Herkunft des Metalls eine Erzmine sei. Dabei fand ein Marineleutnant angeblich ein Fragment, das er auf 15 bis 18 t schätzte. Da die Untersuchung des Materials jedoch ergab, dass es sich lediglich um Eisen handelte, ließ man es zurück. Das Fragment wurde bei späteren Expeditionen nicht wiedergefunden.
1992 wurde ein amerikanischer Meteoritenhändler vorübergehend festgenommen, als er versuchte, ein 37 t schweres Fragment – das schwerste, das bislang gefunden wurde – abzutransportieren. Der Händler hatte den Meteoriten von einem Einheimischen erworben, der behauptete, dessen Eigentümer zu sein. Die argentinischen Behörden waren damit jedoch nicht einverstanden und der Meteorit verblieb im Land.
2016 wurde das größte Fragment des Campo del Cielo ausgegraben, das jemals geborgen wurde. Es wiegt knapp 31 t. Da es während der Ausgrabungen zu Wassereinbrüchen kam und die nahegelegene Gemeinde Gancedo zu Hilfe kam, beschloss man das Stück nach ihr zu benennen.
Insgesamt wurden bisher mehr als 100 t Meteoritenmaterial gefunden. Die größeren Bruchstücke werden in und um einen Bereich von 26 Kratern gefunden. Der größte Krater hat einen Durchmesser von 78 m, bei einer Tiefe von 5 m.
Durch die Untersuchung von Holz, das in Kraternähe erhalten geblieben ist, ermittelte man mittels der Radiokohlenstoffmethode das Alter der Krater. Demnach dürfte der Einschlag des Meteoroiden vor 4000 bis 6000 Jahren stattgefunden haben.
Der ursprüngliche kosmische Kleinkörper stammte aus dem Asteroidengürtel. Seine Reste werden als grobe Oktaedriten der Gruppe IA klassifiziert.
Chemische Zusammensetzung: 92,6 % Eisen, 6,68 % Nickel, 0,43 % Cobalt, 0,25 % Phosphor, 87 ppm Gallium, 407 ppm Germanium und 3,6 ppm Iridium.

## Bildergalerie

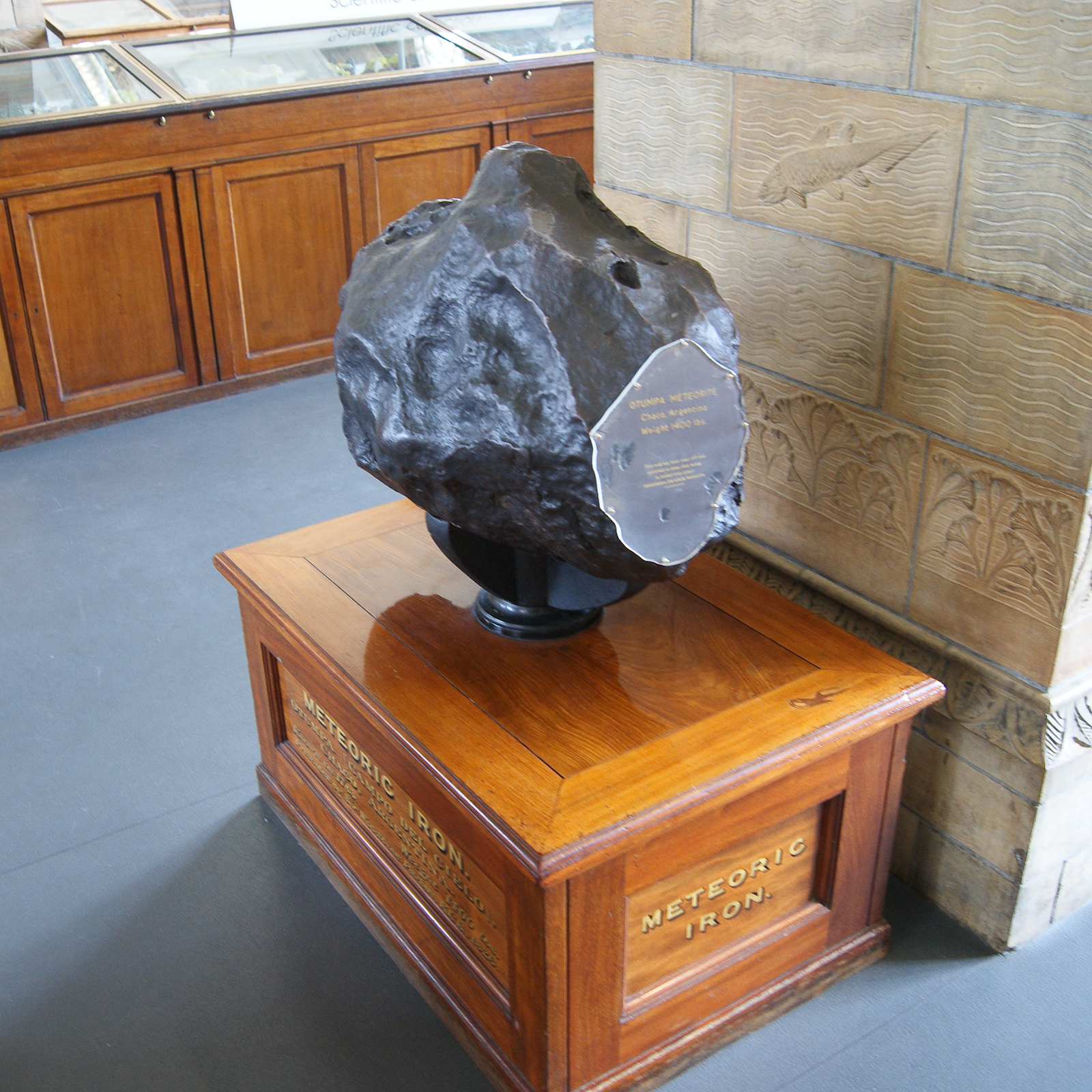
Teilstück am NHM (London)
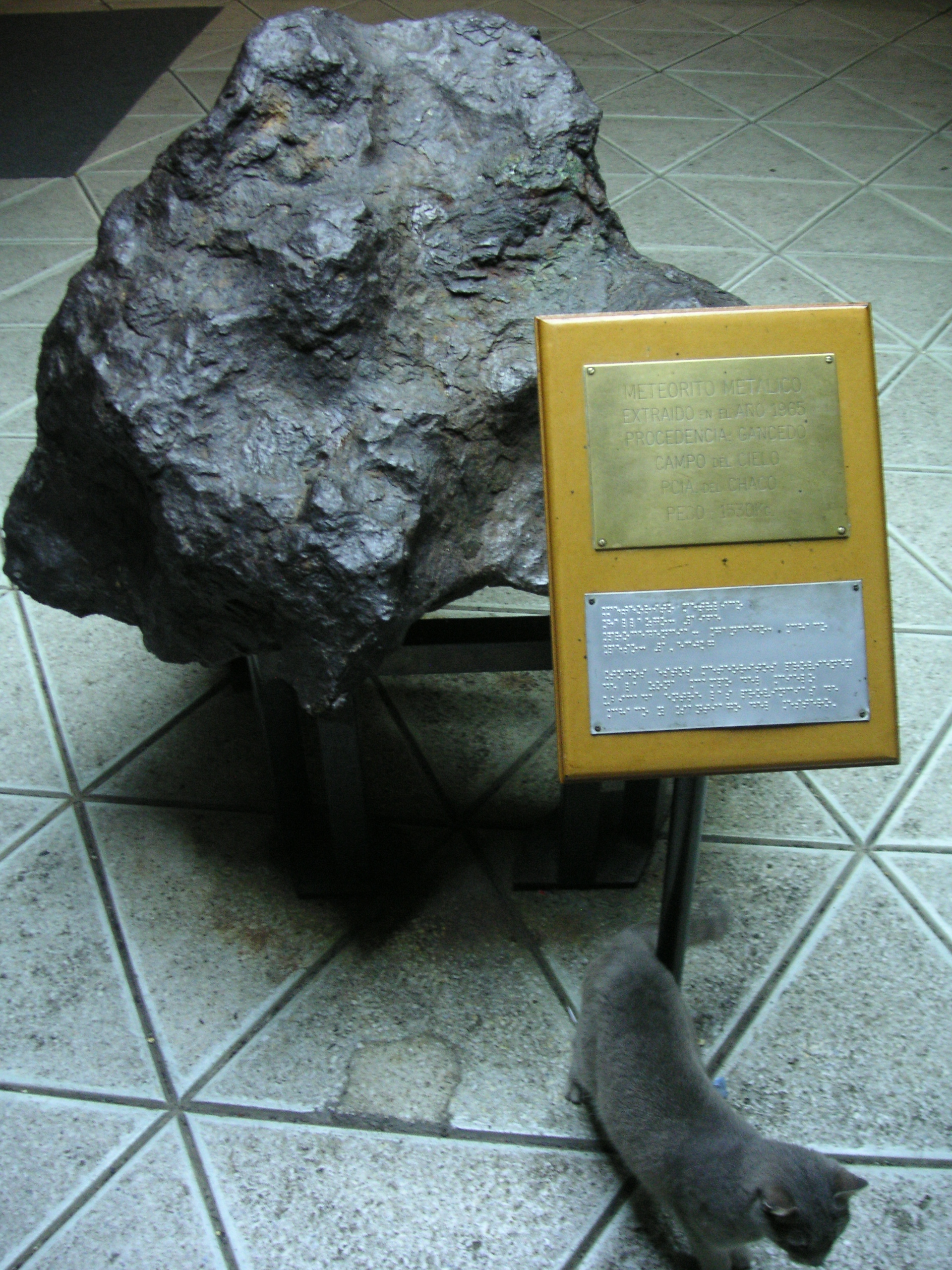
Teilstück La Perdida, 1.530 kg
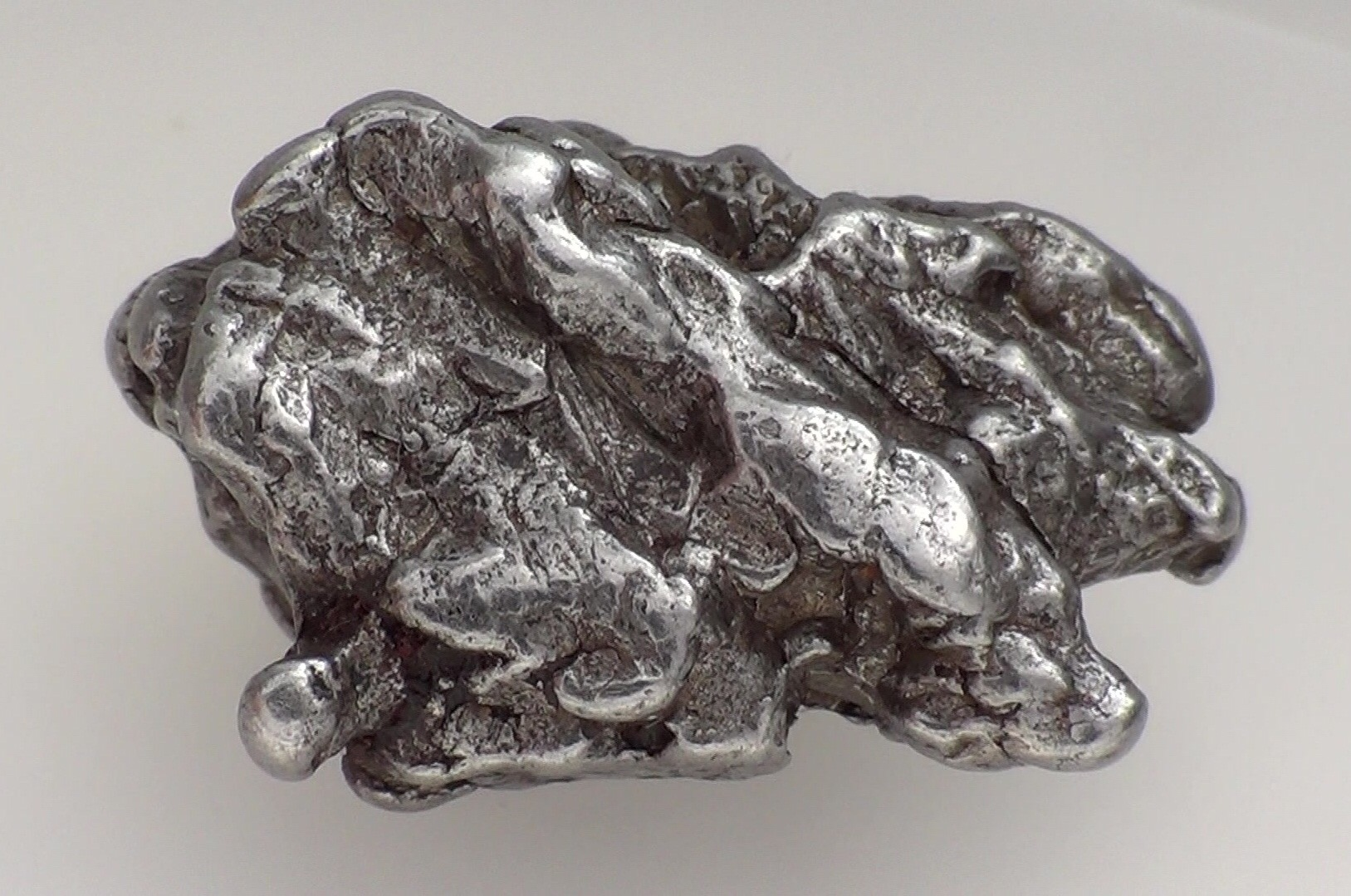
Ein 17-Gramm-Fragment, Mama’s Minerals in Albuquerque, New Mexico
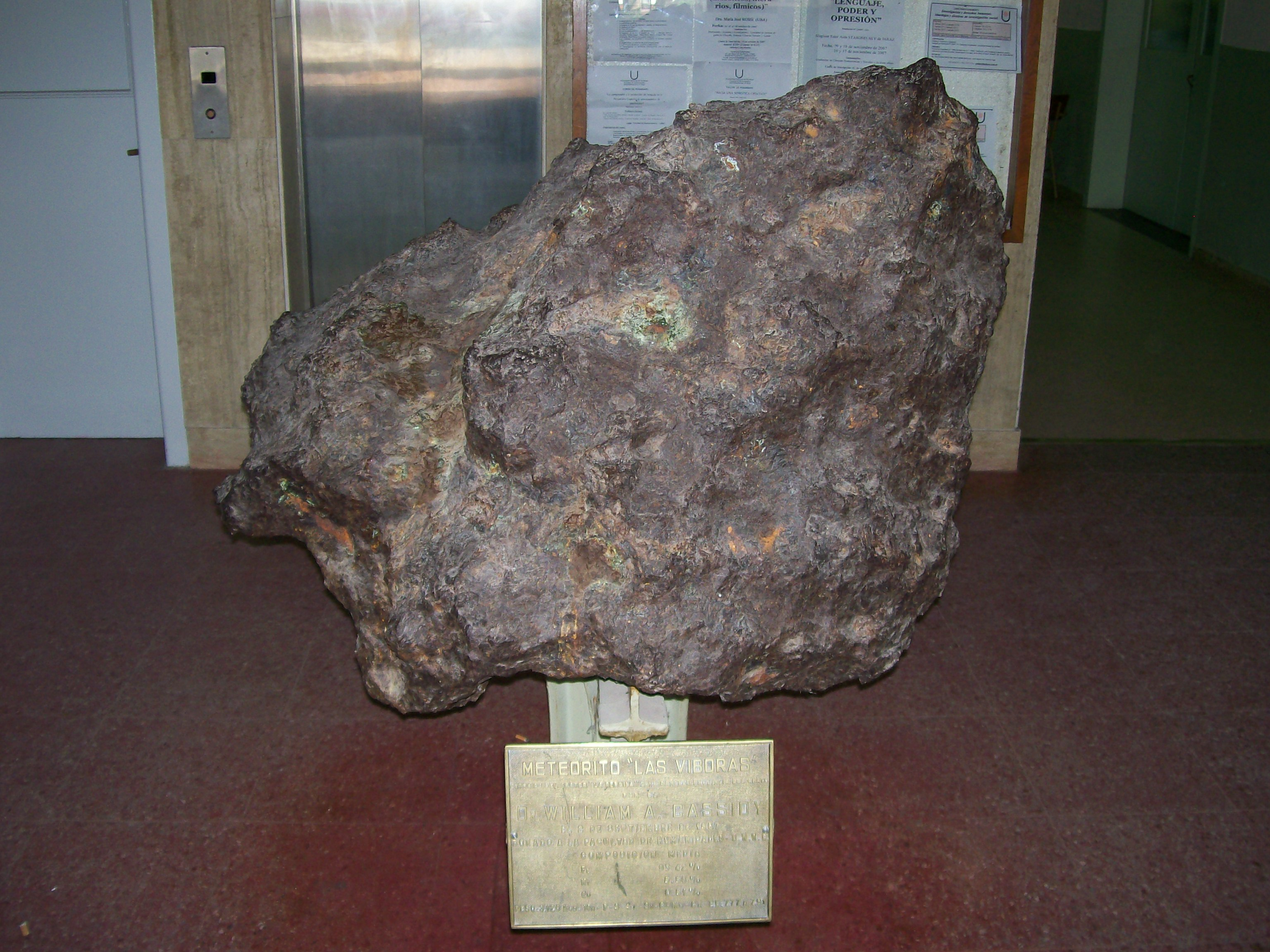
Bruchstück Las Víboras, ausgestellt an der Universidad Nacional del Nordeste (UNNE, National University of the Northeast) in Resistencia (Chaco, Argentinien)